# 紧束缚近似
在固体物理学中，紧束缚近似（英語：tight-binding approximation）是将在一个原子附近的电子看作受该原子势场的作用为主，其他原子势场的作用看作微扰，从而可以得到电子的原子能级和晶体中能带之间的相互关系的一种近似计算手段。在此近似中，由于我们假定能带是由各个孤立原子的波函数叠加而来的，因此能带的电子波函数可以写成布洛赫波函数之和的形式：{\displaystyle \psi _{k}^{i}={1 \over {\sqrt {N}}}\sum _{n}e^{ik\cdot {\boldsymbol {R}}_{n}}\psi _{i}\left({\boldsymbol {r}}-{\boldsymbol {R}}_{n}\right)={1 \over {\sqrt {N}}}\sum _{n}e^{ik\cdot {\boldsymbol {R}}_{n}}{\boldsymbol {W}}_{n}\left({\boldsymbol {r}}-{\boldsymbol {R}}_{n}\right)}
其中{\displaystyle {\boldsymbol {W}}_{n}\left({\boldsymbol {r}}-{\boldsymbol {R}}_{n}\right)}被称为瓦尼尔函数。此近似和化学中的原子轨道线性组合（Linear combination of atomic orbitals，LCAO）的关系紧密。
和近自由电子近似不同，紧束缚模型适用范围大得多。